# Fercé-sur-Sarthe
Fercé-sur-Sarthe är en kommun i departementet Sarthe i regionen Pays de la Loire i nordvästra Frankrike. Kommunen ligger i kantonen La Suze-sur-Sarthe som tillhör arrondissementet La Flèche. År 2022 hade Fercé-sur-Sarthe 577 invånare.

## Befolkningsutveckling
Antalet invånare i kommunen Fercé-sur-Sarthe
| Referens: INSEE |